# Eburodacrys bilineata
Eburodacrys bilineata es una especie de escarabajo longicornio del género Eburodacrys, tribu Eburiini, subfamilia Cerambycinae. Fue descrita científicamente por Joly en 1992.

## Descripción
Mide 14,1-15 milímetros de longitud.

## Distribución
Se distribuye por Colombia y Venezuela.